# آشوین موشران
آشوین موشران (به انگلیسی: Ashwin Mushran) (زاده ۱۹ می ۱۹۷۲) بازیگر هندی است.
از فیلم‌های معروف او می‌توان به بازی در فیلم پسران هندی، بیا چیزی شیرین داشته باشیم، همیشه گاهی گاهی و باچان پاندی اشاره کرد.